# Saison 12 d'Hercule Poirot
Chronologie
Saison 11 Saison 13
Cet article présente le guide des épisodes de la saison 12 de la série télévisée britannique Hercule Poirot (Agatha Christie's Poirot).

## Distribution principale
- David Suchet (VF : Roger Carel) : Hercule Poirot
- Zoë Wanamaker (VF : Christine Delaroche) : Ariadne Oliver
- David Yelland : George le valet

## Invités
- Jaime Winstone : Sheila Webb (épisode 1)
- Sinead Keenan : Nora Brent (épisode 1)
- Toby Jones : Samule Ratchett / Cassetti (épisode 4)
- Brian J. Smith : Hector McQueen (épisode 4)
- David Morrissey : John Arbuthnot (épisode 4)
- Jessica Chastain : Mary Arbuthnot (épisode 4)
- Serge Hazanavicius : Xavier Bouc (épisode 4)
- Susanne Lothar : Hildegarde Schmidt (épisode 4)
- Denis Ménochet : Pierre Michel (épisode 4)
- Barbara Hershey : Caroline Hubbard / Linda Arden (épisode 4)
- Hugh Bonneville : Edward Masterman (épisode 4)
- Marie-Josée Croze : Greta Ohlsson (épisode 4)
- Elena Satine : Comtesse Andrenyi (épisode 4)

## Épisodes

### Épisode 1:Les Pendules
- Royaume-Uni : 26 décembre 2011
- France : 24 septembre 2011 sur TMC

- Olivia Grant (Annabel Larkin)
- Anna Skellern (Fiona Hanbury)
- Tom Burke (lieutenant Colin Race)
- Andrew Havill (Sven Hjerson)
- Victoria Wicks (Mme Swinburne)
- Jaime Winstone (Sheila Webb)
- Sinead Keenan (Nora Brent)
- Lesley Sharp (Miss Martindale)
- Anna Massey (Miss Pebmarsh)
- Phil Daniels (Inspecteur Hardcastle)
- Ben Righton (agent de police Jenkins)
- Beatie Edney (Mme Hemmings)
- Abigail Thaw (Rachel Waterhouse)
- Guy Henry (Matthew Waterhouse)
- Geoffrey Palmer (Vice Amiral Hamling)
- Phoebe Strickland (May)
- Isabella Parriss (Jenny)
- Tessa Peake-Jones (Val Bland)
- Jason Watkins	(Joe Bland)
- Stephen Boxer (Christopher Mabbutt)
- Andrew Forbes (Professeur Purdy)
- Frances Barber (Merlina Rival)

- Mme Pepmarch et Mr Mabbutt (espionnage)
- Mr et Mme Bland avec la complicité de Miss Martindale (meurtres)

### Épisode 2:Drame en trois actes
- Royaume-Uni : 3 janvier 2010
- France : 1er octobre 2011 sur TMC

- Martin Shaw (Sir Charles Cartwright)
- Kimberley Nixon (Hermione 'Egg' Lytton Gore)
- Art Malik (Sir Bartholomew Strange)
- Suzanne Bertish (Miss Milray)
- Anastasia Hille (Cynthia Dacres)
- Ronan Vibert (Capitaine Derek Dacres)
- Kate Ashfield (Miss Wills)
- Jane Asher (Lady Mary)
- Anna Carteret (Mme Babbington)
- Nigel Pegram (Révérend Stephen Babbington)
- Tom Wisdom (Oliver Manders)
- Michael Hobbs	(médecin légiste)
- Jodie McNee (Annie)
- James Hurran (garçon français)
- Tony Maudsley (Superintandant Crossfield)
- Prue Clarke (Matron)

- Sir Charles Cartwright

### Épisode 3:Le Crime d'Halloween
- Royaume-Uni : 27 octobre 2010
- France : 26 novembre 2011 sur TMC

- Amelia Bullmore (Judith Butler)
- Deborah Findlay (Rowena Drake)
- Mary Higgins (Miranda Butler)
- Sophie Thompson (Mme Reynolds)
- Georgia King (Frances Drake)
- Ian Hallard (Edmund Drake)
- Timothy West (Révérend Cottrell)
- Fenella Woolgar (Miss Whittaker)
- Macy Nyman (Joyce Reynolds)
- Richard Breislin (Léopold Reynolds)
- Paola Dionisotti (en) (Mme Goodbody)
- Julian Rhind-Tutt (Michael Garfield)
- Paul Thornley (Inspecteur Raglan)
- Vera Filatova (Olga Seminoff)
- Phyllida Law (Mme Llewellyn-Smythe)
- Eric Sykes (M. Fullerton)

- Rowena Drake et Michael Garfield (6 meurtres)

### Épisode 4:Le Crime de l'Orient-Express
- Royaume-Uni : 25 décembre 2010
- France : 3 décembre 2011 sur TMC

- Serge Hazanavicius (Xavier Bouc)
- Eileen Atkins (Princesse Dragomiroff)
- Hugh Bonneville (Edward Masterman)
- Jessica Chastain (Mary Debenham)
- Marie-Josée Croze (Greta Ohlsson)
- Barbara Hershey (Caroline Hubbard / Linda Arden)
- Susanne Lothar (Hildegarde Schmidt)
- Joseph Mawle (Antonio Foscarelli)
- Denis Ménochet (Pierre Michel)
- David Morrissey (John Arbuthnot)
- Elena Satine (Comtesse Andrenyi)
- Brian J. Smith (Hector MacQueen)
- Stanley Weber (Comte Andrenyi)
- Samuel West (Dr Constantine)
- Toby Jones (Samuel Ratchett / Cassetti; victime)
- Tristan Shepherd (Lieutenant Morris)
- Sam Crane (Lieutenant Blanchflower)
- Stewart Scudamore (concierge)

- La quasi-totalité des passagers du wagon (sauf Hercule Poirot et Xavier Bouc) : Hector MacQueen, John Arbuthnot, Mary Debenham, Princesse Dragomiroff, Hildegarde Schmidt, Pierre Michel, Caroline Hubbard / Linda Arden, Edward Masterman, Greta Ohlsson, Comte Andrenyi (avec la complicité de sa femme), Antonio Foscarelli et Dr Constantin (vengeance collective).
- Bien que Ratchett ait été victime d'une vengeance collective de la part de la quasi-totalité des occupants du train (à la suite d'une injustice), Poirot décide de les laisser partir et désigne un assassin anonyme qui s'est échappé.